# Knooppunt Zuidbroek
Het Knooppunt Zuidbroek is een Nederlands verkeersknooppunt voor de aansluiting van de autosnelweg A7 en de N33, tussen de Groningse steden Groningen en Winschoten bij het gelijknamige dorp Zuidbroek. Sinds de zomer van 2014 heeft dit knooppunt de vorm van een klaverturbine nadat de N33 vanaf Assen tot aan de A7 verbreed is tot 2x2 rijstroken. De turbineboog is de verbinding voor verkeer vanaf de N33 vanuit Veendam naar de A7 richting Groningen.

## Richtingen knooppunt
| Aansluitende wegen                                        | Aansluitende wegen                                  | Aansluitende wegen                         | Aansluitende wegen | Aansluitende wegen |
| --------------------------------------------------------- | --------------------------------------------------- | ------------------------------------------ | ------------------ | ------------------ |
|                                                           |                                                     | richting Noordbroek / Delfzijl / Eemshaven |                    |                    |
|                                                           |                                                     |                                            |                    |                    |
| richting Groningen / Heerenveen / Sneek / Hoorn / Zaandam | richting Winschoten / Bad Nieuweschans / Bremen (D) |                                            |                    |                    |
|                                                           |                                                     |                                            |                    |                    |
|                                                           |                                                     | richting Veendam / Gieten / Assen          |                    |                    |

Almere · Amstel · Arnestein · Assen · Azelo · Badhoevedorp · Bankhoef · Batadorp · Beekbergen · Benelux · Beverwijk · Bodegraven ·  Boterdiep ·  Buren · Burgerveen · Coenplein · De Baars · De Hoek · De Hogt · De Nieuwe Meer · De Poel · De Punt · De Stok · Deil · Diemen · Drachten · Drie Klauwen · Eemnes · Ekkersweijer · Emmeloord · Empel · Euvelgunne · Everdingen · Ewijk · Galder · Gooimeer · Gorinchem · Gouwe · Grijsoord · Hattemerbroek · Heerenveen · Hellegatsplein · Het Vonderen · Hintham · Hoevelaken · Hofvliet · Holendrecht · Holsloot · Hoogeveen · Hooipolder · IJmuiden (niet officieel) · Joure · Julianaplein · Kerensheide · Kethelplein · Klaverpolder · Kleinpolderplein · Kooimeer · Kruisdonk · Kunderberg · Lankhorst · Leenderheide · Lunetten · Maanderbroek · Markiezaat · Muiderberg · Neerbosch · Noordhoek · Ommedijk · Oud-Dijk · Oudenrijn · Paalgraven · Princeville · Prins Clausplein · Raasdorp ·  Reitdiep ·  Ressen · Ridderkerk · Rijkevoort · Rijnsweerd · Rottepolderplein · Rozenburg · Sabina · Sint-Annabosch · Stelleplas · Slufter · Ten Esschen · Terbregseplein · Tiglia · Vaanplein · Valburg · Velperbroek · Velsen · Vlaardingen · Vught · Waterberg · Watergraafsmeer · Werpsterhoek · Westerlee · Ypenburg · Zaandam · Zaarderheiken · Zonzeel · Zoomland · Zuidbroek · Zurich

Geplande knooppunten:
De Liemers · Zestienhoven

Voormalige knooppunten:
Bocholtz · Ekkersrijt · Europaplein (Groningen) · Europaplein (Maastricht) · Lindenholt